# Air Terjun (Bandar Petalangan)
Air Terjun is een bestuurslaag in het regentschap Pelalawan van de provincie Riau, Indonesië. Air Terjun telt 950 inwoners (volkstelling 2010).